# Barbarossa: Klątwa przepowiedni
Barbarossa: Klątwa przepowiedni (tytuł oryg. Barbarossa) – włoski film kostiumowy z 2009 roku w reżyserii Renzo Martinelli. Wyprodukowany przez 01 Distribuzione.

## Opis fabuły
Włochy, XII w. Cesarz Fryderyk I Barbarossa (Rutger Hauer) podbija miasta na północy Włoch. Młody Alberto (Raz Degan) spośród uciekinierów formuje oddział zwany Kompanią Śmierci. Stając na czele kilkuset straceńców wypowiada władcy wojnę.

## Obsada
- Rutger Hauer jako Federico Barbarossa
- Raz Degan jako Alberto da Giussano
- F. Murray Abraham jako Siniscalco Barozzi
- Christo Żiwkow jako Gherardo Negro
- Antonio Cupo jako Alberto dell'Orto
- Cécile Cassel jako Beatrice di Borgogna
- Kasia Smutniak jako Eleonora
- Elena Bouryka jako Antonia
- Ángela Molina jako Hildegarda z Bingen
- Alin Olteanu jako Henryk Lew
- Christo Szopow jako Rainald z Dassel, arcybiskup koloński
- Federica Martinelli jako Tessa
- Maurizio Tabani jako Giovanni da Giussano
- Riccardo Cicogna jako Wibald de Stavelot
- Gian Marco Taviani jako Lorenzo della Pigna
- Robert Baer jako Alberto (dziecko)